# CEMS
CEMS – The Global Alliance in Management Education, auch nur CEMS (Abkürzung für den Gründungsnamen Community of European Management Schools and International Companies), ist eine Kooperation von weltweit führenden Wirtschaftshochschulen und Universitäten mit multinationalen Unternehmen und Nichtregierungsorganisationen. Die CEMS Global Alliance umfasst  akademische Institutionen,  Unternehmenspartner und  Sozialpartner. Die CEMS verwaltet die Aushändigung des CEMS-MIM-Abschlusses in seinen Mitgliedsschulen, sie unterstützt den CEMS-Alumni-Verein (CAA) und die generelle Zusammenarbeit zwischen ihren Mitgliedern.
Der CEMS MIM ist seit seiner Gründung im Jahr 2005 durchgehend unter den Top 10 im Financial Times Master’s in Management Ranking gelistet.

## Geschichte
Die Allianz wurde am 2. Dezember 1988 gegründet. Gründungshochschulen/Fakultäten waren die Universität zu Köln und die Wirtschaftshochschulen Bocconi, ESADE und federführend die HEC. Auf deutscher Seite begann der Austausch mit der HEC aufgrund eines für eine festgelegte Zahl von Kölner Studierenden der wirtschaftswissenschaftlichen Studiengänge vom DAAD innerhalb des damaligen Programms Integriertes Auslandsstudium (IAS) geförderten, anfangs ein Term/Semester dauernden Stipendienprogramms, das dann auf die Partner der federführenden Hochschule im europäischen und (nur mit Gebührenerlass) außereuropäischen Ausland erweitert wurde, dem Programm Internationales Management. Von Anbeginn war ein Praktikum im Ausland, vermittelt und betreut von speziell dafür Verantwortlichen der Hochschulen, inbegriffen. Mit der Gründung von CEMS wurde das Programm nach und nach mehr formalisiert und auf Angleichung von Studieninhalten hin verbunden mit Kooperation von Hochschullehrern ausgebaut. Die Stipendien wurden seit dessen Einrichtung im Jahre 1987 für die Berechtigten aus dem Erasmus-Programm der EU übernommen. Mit der Umstellung der akademischen Grade auf das Bachelor-Master-System kann das Austauschprogramm als doppelter Abschluss im Rahmen des Masterprogramms durchgeführt werden.

## Studiengang MIM
Der CEMS Master’s in International Management (CEMS MIM) ist ein Ein-Jahres-Studiengang, welcher gemeinsam von den CEMS business schools und Universitäten unterrichtet wird. Dieser Studiengang steht für Studenten der Mitgliedshochschulen offen. Der CEMS MIM ist ein supranationaler Master of Science. Das Ziel des Programms ist, einen globalen Exzellenzstandard für Management-Master-Studiengänge (mit Vorerfahrung) zu setzen, indem Bildung und Forschung anzubieten.
CEMS MIM besteht aus einem Basissemester (in der Regel Bestandteil des Standard-Studiums an der Heimathochschule), gefolgt von mindestens einem Auslandssemester an einer CEMS-Partnerhochschule. Zusätzlich zu dem Abschluss in der Heimat erfordert der Abschluss vom CEMS auch die erfolgreiche Absolvierung eines Business-Projekts, eines „Skill“-Seminars, eines internationalen Praktikums und zweier Fremdsprachenprüfungen. Der CEMS MIM ist ein akademischer Abschluss mit Fokussierung auf praktische Business-Fertigkeiten, Sprachkenntnisse und internationale Erfahrung.
Jedem akademischen CEMS-Mitglied steht eine begrenzte Anzahl von Plätzen für Aufnahme an das CEMS MIM zur Verfügung. Zu den Zugangsvoraussetzungen gehören ein hoher Notendurchschnitt und der Nachweis an Sprachkenntnissen.
Der Auswahlprozess unterscheidet sich leicht zwischen den akademischen Mitgliedern; häufig ist es jedoch erforderlich, bereits für einen Master of Business Degree bei einer Mitgliedsuniversität eingeschrieben oder ausgewählt zu sein, bevor man sich für das CEMS MIM bewirbt.
Alle CEMS-Absolventen erhalten sowohl einen Abschluss an ihrer Heimatinstitution als auch von der CEMS, daher wird der CEMS MIM oft auch als "Dual-Degree" oder "Joint Degree" bezeichnet.

## Ranking
Der CEMS MIM ist seit seiner Gründung im Jahr 2005 durchgehend (mit Ausnahme des Jahres 2016) unter den Top 10 im Financial Times Master’s in Management Ranking gelistet.
|                         | 2018 | 2017 | 2016 | 2015 | 2014 | 2013 | 2012 | 2011 | 2010 | 2009 | 2008 | 2007 | 2006 | 2005 |
| ----------------------- | ---- | ---- | ---- | ---- | ---- | ---- | ---- | ---- | ---- | ---- | ---- | ---- | ---- | ---- |
| Financial Times Ranking | 9    | 9    | –    | 4    | 5    | 7    | 3    | 2    | 2    | 1    | 3    | 2    | 2    | 3    |

## Akademische Mitglieder
Hochschulen, die einen Master in internationalem Management (CEMS MIM) anbieten:
| Land                   | Hochschule                                                              |
| ---------------------- | ----------------------------------------------------------------------- |
| Australien             | Universität Sydney (Business School)                                    |
| Ägypten                | AUC School of Business (The American University in Cairo)               |
| Österreich             | WU (Vienna University of Economics & Business)                          |
| Belgien                | Louvain School of Management                                            |
| Brasilien              | Escola de Administração de Empresas de São Paulo-FGV                    |
| Kanada                 | Ivey Business School                                                    |
| Chile                  | Universidad Adolfo Ibáñez                                               |
| Volksrepublik China    | Tsinghua University School of Economics and Management                  |
| Tschechien             | Wirtschaftsuniversität Prag                                             |
| Dänemark               | Copenhagen Business School                                              |
| Finnland               | Aalto University School of Business                                     |
| Frankreich             | HEC Paris                                                               |
| Deutschland            | Universität zu Köln                                                     |
| Hongkong               | HKUST Business School                                                   |
| Ungarn                 | Corvinus-Universität Budapest                                           |
| Indien                 | Indian Institute of Management Calcutta                                 |
| Irland                 | Michael Smurfit Graduate School of Business (University College Dublin) |
| Italien                | Università Bocconi                                                      |
| Japan                  | Keio University                                                         |
| Südkorea               | Korea University Business School                                        |
| Niederlande            | Rotterdam School of Management                                          |
| Norwegen               | Norwegische Handelshochschule                                           |
| Polen                  | Warsaw School of Economics                                              |
| Portugal               | Nova School of Business and Economics                                   |
| Russland               | Graduate School of Management, St. Petersburg Universität               |
| Singapur               | National University of Singapore                                        |
| Spanien                | ESADE (Business School)                                                 |
| Schweden               | Stockholm School of Economics                                           |
| Schweiz                | Universität St. Gallen                                                  |
| Türkei                 | Koç-Universität (Graduate School of Business)                           |
| Vereinigtes Königreich | The London School of Economics and Political Science                    |

## Unternehmenspartner
Die CEMS umfasst Partnerunternehmen, die finanziell auf Jahresbasis und dem Programm mit Human Resources und Input zum Lehrplan beitragen. Damit sollen die Studenten einen Einblick in echte Unternehmensproblematiken und Lösungsansätze bekommen.

## Sozialpartner
Der erste CEMS-Sozialpartner trat der Organisation im Dezember 2010 bei. Es handelt sich hier um die ersten in einer Reihe von Non-Profit- und NGOs, die dem Bündnis identisch zu den Unternehmenspartnern (Auswahl und Zulassung von Studenten, Governance, Beiträge zum Lehrplan, Vorschläge für Praktika und Beschäftigungsmöglichkeiten) dazu beisteuern. Diese neue Initiative ist Teil einer größeren Nachhaltigkeitsansatzes innerhalb der CEMS. Im gleichen Zug hat die CEMS auch die PRME-Erklärung (Principles for Responsible Management Education) unterzeichnet.

## Alumni Association (CAA)
1993 von CEMS-Absolventen gegründet, ist der Verband ein internationales Netzwerk von CEMS-Absolventen. Bis heute haben 13.000 Studenten an der CEMS einen Abschluss absolviert.
Die CAA wird von einem Alumni-Vorstand geleitet und ist in mehreren Ländern durch die Lokalkomitees (LCs), die aus CEMS-Alumni bestehen, vertreten. Die LCS sind für den Kontakt mit den CEMS-Alumni und der Organisation von beruflichen und sozialen Aktivitäten verantwortlich. Der Alumni-Vorstand besteht aus dem CAA-Präsident, dem CEMS Executive Director, einem Vertreter des CEMS-Studentenvorstands, einem Vertreter der CEMS-Mitgliedshochschulen, 3 Local-Committee-Vertretern, 2 Senior-Alumni und 2 Junior-Alumni.
Der Alumni-Vorstand hat den Auftrag, die CEMS-Alumni-Gemeinschaft mit Vorschlägen und Entwicklungen von Initiativen, die die CAA-Ziele widerspiegeln, zu unterstützen. Der Alumni-Vorstand vertritt auch Interessen der Alumni beim CEMS-Vorstand und unterstützt die Entwicklung der CEMS-Allianz. 